# République populaire du Congo
Ne doit pas être confondu avec la république démocratique du Congo, nom officiel du Congo-Kinshasa voisin, ou avec la république populaire du Congo, nom du gouvernement sécessionniste de 1964 au Congo-Kinshasa
1969–1992
Entités précédentes :
- République du Congo

Entités suivantes :
- République du Congo

La république populaire du Congo, la deuxième république du pays, est le régime politique en vigueur au Congo-Brazzaville du 31 décembre 1969 au 15 mars 1992. Après le 15 mars 1992, le nom officiel du pays est redevenu « république du Congo », comme avant le 31 décembre 1969.
Le pays était dirigé par un parti unique, le Parti congolais du travail, d'orientation marxiste-léniniste.

## Histoire

### Mise en place du régime
Devenu président de la république du Congo en 1963, Alphonse Massamba-Débat est le premier chef d'État africain à se réclamer ouvertement du marxisme en 1964. Il établit un régime de parti unique autour de sa formation politique, le Mouvement national de la révolution.
Massamba-Débat est élu secrétaire général du Mouvement national de la révolution tandis que Ambroise Édouard Noumazalaye en est le Premier secrétaire. Le nouveau pouvoir est soutenu par une milice populaire fortement armée, la défense civile, dirigée par Ange Diawara.
Mais en 1968, la montée de la contestation contre le régime amène Massamba-Débat à emprisonner l'un de ses meneurs, le capitaine Marien Ngouabi. Les opposants ne désarmant pas, Massamba-Débat finit par céder et amnistie les prisonniers politiques, avant de quitter le pouvoir en septembre.
Le 31 décembre, après une période d'instabilité, Marien Ngouabi devient chef de l'État et réaffirme l'orientation « socialiste » du pays. L'administration est centralisée à Brazzaville et les principaux postes sont occupés par les cadres du Parti congolais du travail (PCT), qui tient son congrès constitutif dans la capitale, du 29 au 31 décembre 1969. La république du Congo passe à la deuxième république et devient « république populaire du Congo ». Elle adopte notamment le drapeau rouge et un nouvel hymne national, Les Trois Glorieuses, en référence aux trois journées de soulèvement qui avaient entraîné la chute de Fulbert Youlou en août 1963. Le PCT est proclamé parti unique,  qui a la primauté sur l'État : ses statuts lui permettent de légiférer par ordonnance-loi et de contrôler les décisions administratives ; le président de la République est élu par le congrès du PCT, la qualité de chef du parti primant sur celle de chef de l'État.

### Instabilité politique

Drapeau des forces armées.

Le régime doit faire face à de nombreuses tentatives de coup d'État : à la tête d'un commando, le lieutenant Kinganga s'empare des bâtiments de la radiodiffusion et télévision congolais le 23 mars 1970, avant d'être abattu ; le 22 février 1972, le lieutenant Ange Diawara tente de prendre le contrôle de Brazzaville, avant de prendre le maquis dans la région du Pool, où il résiste jusqu'au printemps 1973. De nombreuses vagues d'arrestations touchent les personnalités soupçonnées d'être impliquées dans ces tentatives, notamment l'ancien Premier ministre Pascal Lissouba, arrêté à plusieurs reprises, notamment à l'occasion des grèves de 1976 à Brazzaville et de l'assassinat de Marien Ngouabi en 1977. 
Au cours de cette période, l'économie du Congo repose essentiellement sur les exportations de matières premières brutes (bois, potasse, pétrole, fer, etc.). Les ressources pétrolières restent modestes, et le pays est loin d'atteindre la prospérité relative du Gabon voisin. Les entreprises sont massivement nationalisées dans tous les secteurs de l'État. Le Parti congolais du travail, ambitionnant de s'instituer en parti-État, exerce un contrôle sur le secteur privé de l'économie en s'appuyant sur un système de coopératives. La gestion des entreprises d'État est confiée à des membres dirigeants du Parti, ou bien à des membres de leurs familles et entourages.

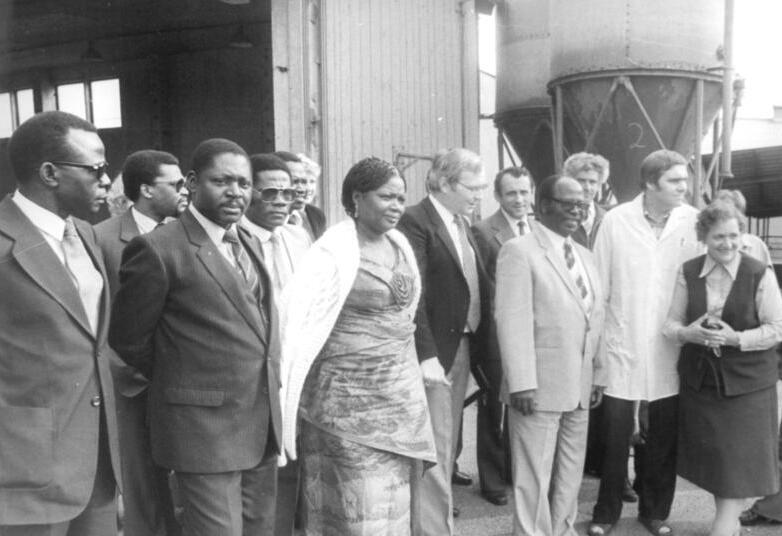
Une délégation de la république populaire du Congo, en visite en République démocratique allemande en 1982.

Le 18 mars 1977, le président Marien Ngouabi est assassiné dans sa résidence. Le même jour, l’ancien chef d’état-major général de l’armée, le capitaine Luc Kimbouala-Nkaya, saint-cyrien, est également assassinée à son domicile. Le lendemain, une junte militaire, le Comité militaire du parti (CMR), est mise en place pour faire office de gouvernement d'urgence. Dans les jours qui suivent, le cardinal Émile Biayenda, archevêque de Brazzaville (le 22 mars) et l'ancien président de la République Alphonse Massamba-Débat sont également assassinés. Le 5 avril 1977, le colonel Joachim Yhombi-Opango, devient président de la République, et ce jusqu'en février 1979.

### Présidence de Denis Sassou-Nguesso
Le 5 février 1979, le colonel Denis Sassou-Nguesso prend le pouvoir par la force et dissout le CMR ; il qualifie par la suite son coup d'État de « riposte résolue de l'ensemble des forces de gauche de notre pays contre le courant droitier », visant à rompre avec « la politique d'irresponsabilité, de démission nationale, d'obscurantisme et d'aplatissement devant l'impérialisme des éléments de la bourgeoisie bureaucratique ».
Denis Sassou-Nguesso se pose en seul héritier légitime de Marien Ngouabi, la presse gouvernementale (notamment le journal Etumba) le présentant comme le mokitani ya Marien Ngouabi (« digne successeur de Marien Ngouabi » en lingala). D'une manière générale, Denis Sassou-Nguesso ne modifie guère la gestion des affaires de l'État telle qu'elle a été mise en place par Marien Ngouabi, qui est fondée sur le monopartisme et la centralisation de l'activité politique et administrative (système dit « Obumitri » pour « oligarchie, bureaucratie, militarisme et tribalisme »). 
Le 8 juillet 1979, une nouvelle constitution est adoptée par référendum et permet à Sassou-Nguesso de cumuler les charges de chef de l'État et de président du comité central du PCT. L'article 2 de la constitution précise : « La souveraineté réside dans le peuple et du peuple émanent tous les pouvoirs publics à travers un parti unique, le Parti congolais du travail, forme suprême de l'organisation politique et sociale de notre peuple ». Selon l'article 5, « Dans tous les organes du pouvoir de l'État, les représentants du peuple sont responsables devant les organes du parti ».

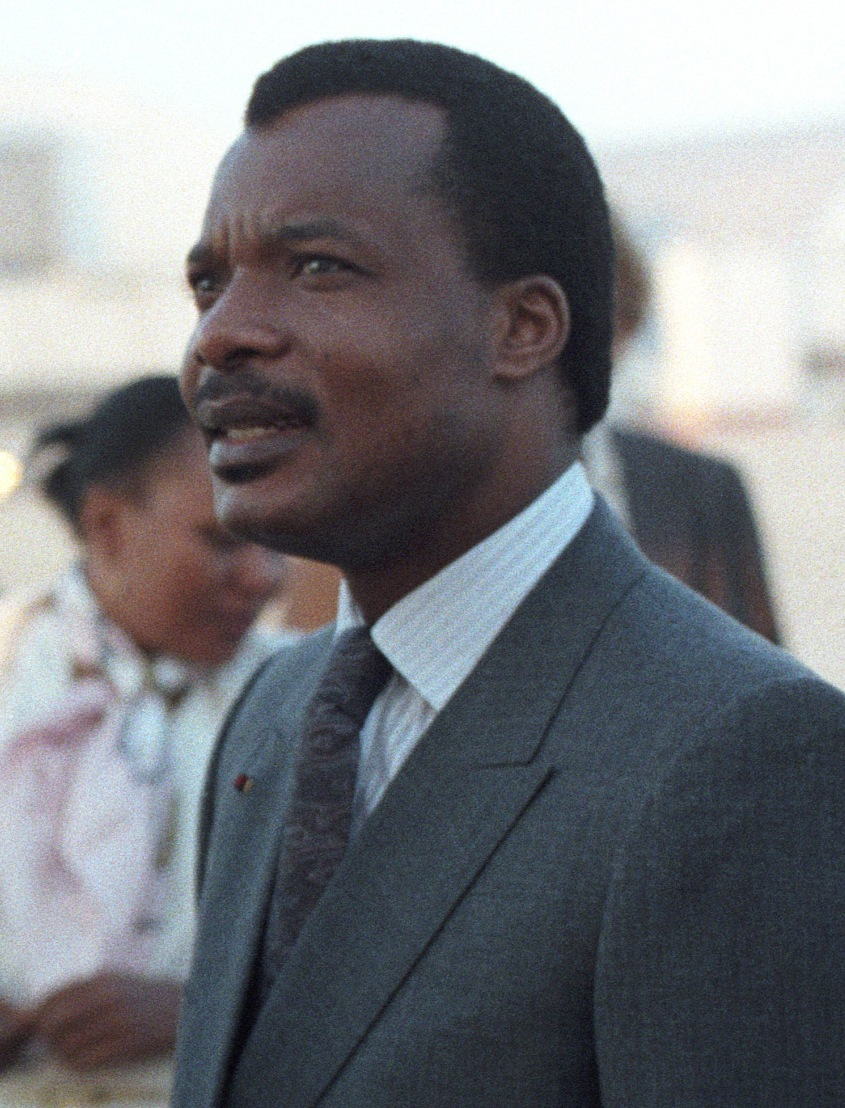
Denis Sassou-Nguesso en 1986, durant une visite aux États-Unis.

La politique suivie par Sassou-Nguesso s'attache à promouvoir les diverses ethnies du pays et à développer les infrastructures, mais n'obtient pas de résultats probants sur les plans de l'éducation et de la santé. La république populaire du Congo reste minée par la corruption et les détournements de fonds publics, qui demeurent impunis. Les liens du pays avec l'URSS donnent par ailleurs lieu à des échanges universitaires, qui aboutissent à un certain nombre de mariages entre des hommes congolais et des femmes russes.
Dans les années 1980, la situation économique de la république populaire du Congo se dégrade notablement : les entreprises d'État voient leur fonds de roulement de 6 à 15 milliards de francs CFA entre 1980 et 1985, et sont victimes d'une mauvaise gestion et d'un effectif pléthorique. La masse salariale du secteur absorbe les deux tiers de la richesse créée.
En matière de politique extérieure, la république populaire du Congo, que l'URSS considère, avec l'ensemble des régimes marxistes africains, comme un État « d'orientation socialiste », est soutenue par les pays du bloc de l'Est : en 1978, le Congo et l'URSS signent un traité garantissant l'ouverture d'une représentation commerciale de l'Union soviétique au Congo. En 1983, l'appareil judiciaire de la république populaire du Congo est réformé sur le modèle de ceux du Bénin et de la Guinée, eux-mêmes inspirés de l'appareil soviétique; la réforme pâtit cependant d'une lourdeur administrative et du manque de personnel spécialisé.
En 1987, le président Sassou Nguesso accuse de complot des proches du président Ngouabi, dont l'ancien aide de camp de ce dernier, Pierre Anga. Réfutant toute implication, il entre en rébellion à Owando, dans le nord du pays. Il est tué après une année de traque au cours de laquelle de nombreuses exactions seront commises contre la population civile.

### Processus de transition
Les tensions s'accentuent à la fin de la première présidence de Sassou-Nguesso, en particulier après l'adoption d'un plan d'ajustement structurel en juin 1985 rendu nécessaire par une dette extérieure du Congo hors de contrôle. Des émeutes de lycéen se produisent les 9 et 11 novembre 1985.
Mais le régime ne commence réellement à perdre le contrôle de la situation qu'au milieu de l'année 1990. En avril 1990, une commission du Parti congolais du travail analyse les événements ayant conduit à la chute des régimes communistes en Europe et leurs éventuelles répercussions sur le Congo. À l'occasion d'une session extraordinaire de l'Assemblée nationale populaire, du 7 mai au 7 juin 1990, Denis Sassou-Nguesso déclare vouloir « maintenir le cap pour conduire l'ouverture démocratique et le changement déjà initié », annonçant l'ouverture du Congo au multipartisme et la séparation des rôles du parti et de l'État, quelques semaines seulement avant le sommet de la Baule.
La Confédération syndicale congolaise (CSC), présidée par Jean-Michel Bokamba-Yangouma, qui s'oppose à un projet d'abaissement de l'âge de la retraite des fonctionnaires de 60 à 55 ans, se détache peu à peu du parti unique et prend finalement son indépendance le 16 septembre 1990. La fin de l'année est marquée par de nombreuses grèves. L'armée prend position en faveur du processus de passage à la démocratie, tout en réaffirmant son soutien à la direction du PCT pour éviter une transition trop brutale.
La Conférence nationale s'ouvre en février 1991 et se proclame immédiatement souveraine. Elle est présidée par l'évêque d'Owando, Mgr Ernest Kombo. Y siègent des représentants de l'État, de partis politiques et d'associations de la société civile. Le président Sassou-Nguesso se voit retirer la plupart de ses prérogatives, mais n'est pas destitué. Un Conseil supérieur de la République (CSR) remplace l'Assemblée nationale populaire et l'organisation d'élections démocratiques est confiée à un gouvernement de transition, dirigé par André Milongo.
Une nouvelle constitution est approuvée par référendum le 15 mars 1992, avec 96,3 % de oui. La « république populaire du Congo » redevient la « république du Congo ». Lors de l'élection présidentielle du 16 août 1992, Pascal Lissouba est élu chef de l'État.
Toutefois, de graves troubles éclatent dès l'année suivante qui aboutiront à la guerre civile du Congo-Brazzaville en 1997, dont Denis Sassou-Nguesso sortira victorieux et lui permettra de revenir au pouvoir. Ni le régime de parti unique ni l'idéologie communiste ne seront pour autant rétablis.